# (35465) 1998 DF33
1998 DF33 (asteroide 35465) é um asteroide da cintura principal. Possui uma excentricidade de 0.10760930 e uma inclinação de 7.30984º.
Este asteroide foi descoberto no dia 27 de fevereiro de 1998 por Ulisse Munari e Maura Tombelli em Cima Ekar.